# Phineas Flynn
(Phineas Flynn a suo fratellastro Ferb.)
Phineas Flynn è uno dei due protagonisti della serie televisiva animata Phineas e Ferb. Con l'aiuto del suo fratellastro Ferb e delle Fireside Girls 46321, un gruppo di ragazze scout, Phineas realizza progetti fantasmogorici e talvolta impossibili per un bambino della sua età. Il nome è stato ispirato da quello di Phileas Fogg, protagonista del romanzo d'avventura Il giro del mondo in 80 giorni di Jules Verne.

## Caratteristiche
Phineas è un ragazzino magro e basso, dalla testa triangolare e dai capelli rossi. Le idee per le invenzioni nascono dalla sua mente geniale che le progetta e le realizza in breve tempo.
Proprio le sue invenzioni lo rendono distratto e infatti non si rende conto che il capo delle Fireside Girls, Isabella, è pazzamente innamorata di lui e che il suo ornitorinco Perry è un agente segreto. In un episodio lui e Ferb sono capitati per caso nel quartier generale della OSBA, ma Phineas ha continuato a credere per tutto il tempo che fosse un gioco ideato da Ferb e lo interrompeva tutte le volte che questi cercava di smentirlo.
È generalmente allegro e molto ottimista.
La sua età, come quella del fratellastro Ferb, non è ben definita; si aggira comunque tra i 10 e i 12 anni.

## Famiglia
La sua è una famiglia ricomposta. Lawrence Fletcher è infatti padre di Ferb e Linda Flynn è madre di Candace e Phineas.
La parte "Flynn" della sua famiglia è americana, mentre la parte "Fletcher" è inglese. Dato che i suoi nonni materni si chiamano Flynn, è probabile che Linda abbia deciso di dare il proprio cognome ai suoi figli, ma non se ne conosce il motivo in quanto del loro padre naturale non è mai stato fatto cenno nella serie.

## Phineas e Ferb e le loro invenzioni
Phineas insieme a Ferb può fare qualunque cosa. La sorella Candace quando vede le loro geniali invenzioni fa di tutto affinché Linda, la loro madre, li becchi quando torna a casa e li metta in punizione. Candace durante tutta la serie non è mai riuscita a far beccare i suoi fratelli: appena la mamma arriva la loro invenzione scompare per svariate ragioni.
La prima invenzione dei due fratelli sono le Montagne Russe , realizzate, come tutti gli altri progetti, nel giardino di casa loro. Successivamente Phineas realizzerà diverse altre opere tra cui: una spiaggia con un bacino d'acqua artificiale, una macchina del tempo ed un teletrasporto per Marte.